# Aladi
Aladi est une localité et une commune rurale du Mali de l'arrondissement central de Andéramboukane, dans le cercle de Andéramboukane et la région de Ménaka. La commune a pour chef-lieu la localité de Aladi.

## Géographie
La localité de Aladi est située sur l'Azawagh affluent fossile du fleuve Niger, au nord-est du chef-lieu de cercle Andéramboukane.

## Histoire
La commune est créée en 2023.

## Villages et fractions
La commune est composée de 8 localités, dont 4 villages :
- Aladi
- Tinahakete
- Inajeine
- Tanah

et 4 fractions :
- Tabaho-Inadan
- Tabaho II
- Kel-Intadeyna
- Kel-Tabakat